# Nuraghe Palmavera
Der Großnuraghenkomplex Palmavera liegt bei Alghero in der Metropolitanstadt Sassari auf Sardinien. Er wurde zwischen dem 15. und 8. Jahrhundert v. Chr. von den Trägern der Nuraghenkultur errichtet bzw. genutzt. Ausgrabungen erfolgten 1904 durch Antonio Taramelli (1868–1939), G. Maetzke (1962–1963) und A. Moravetti (1976–1977, 1979, 1986–1989). Nuraghen sind prähistorische und frühgeschichtliche Turmbauten der Bonnanaro-Kultur (2200–1600 v. Chr.) und der mit ihr untrennbar verbundenen, nachfolgenden Nuraghenkultur (etwa 1600–400 v. Chr.) auf Sardinien.

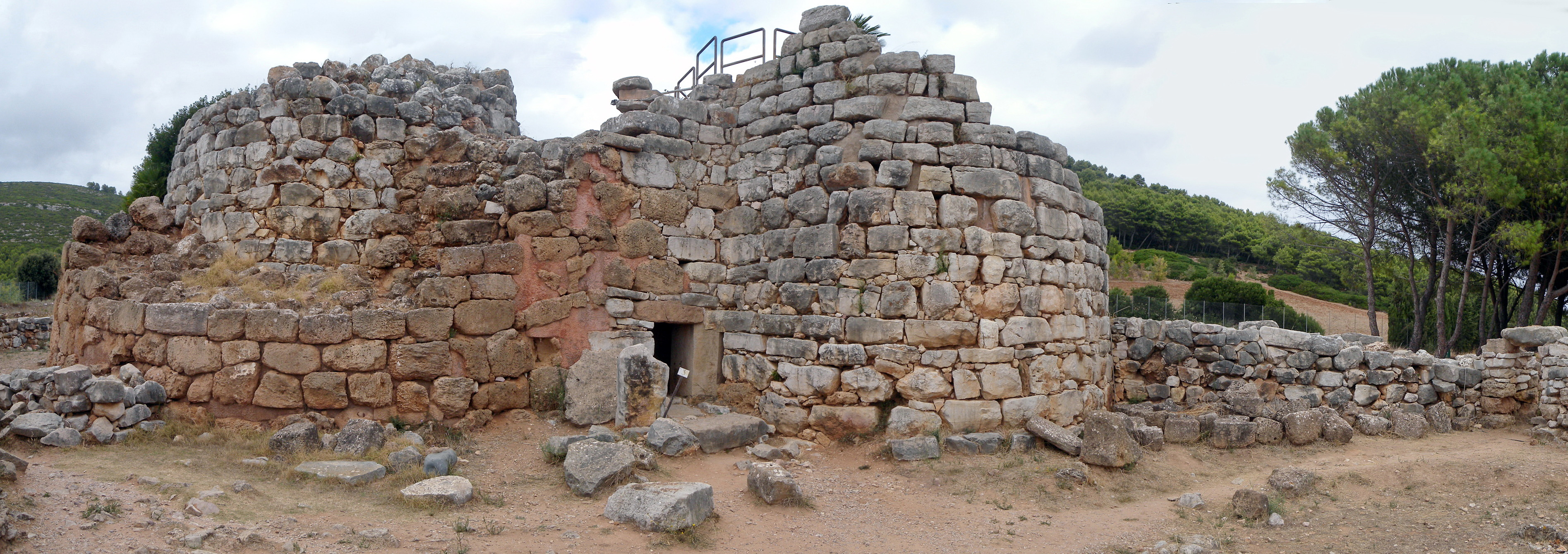
Zentralbau (links) mit sichtbarer Ummantelung und Tholos 2, dazwischen einer der Zugänge, ganz rechts einer der internen Mauerzüge des Hofes

Der in etwa den großen Komplexen Losa, Santu Antine und Su Nuraxi vergleichbare Komplex besteht aus einem noch etwa acht Meter hohen Zentralbau (Tholosnuraghe) mit zwei nicht sehr tiefen jedoch breiten Nischen, die in seltener Form unsymmetrisch zum Zugang angeordnet sind. Später wurden eine äußere Schale (neun Meter Durchmesser), eine unregelmäßig elliptische Bastion und eine zweite dickwandige Tholos hinzugefügt. Diese Tholos liegt außen, etwa auf zwei Drittel seines Umfangs frei. Schale, Bastion und zweite Tholos umfassen einen etwa rechteckigen Innenhof. Die Zwischenwände werden durch Gänge, die nach außen führen, und doppelseitige Nischen gegliedert.

## Der Zentralbau und sein Hof
Der Zentralbau liegt im Mittelpunkt eines 879 m² großen, von einer eckigen Mauer eingeschossenen Hofes. In die Mauerecken sind drei kleine Rundtürme und die ungewöhnlich große so genannte „Versammlungshütte“ (Capanna delle Riunioni) eingegliedert. Der fünfeckige durch Mauern in drei Sektoren geteilte Hof, hat Eingänge im Südosten und Südwesten. Reste einiger Mauerzüge entlang der Bastion im Südwesten und Nordosten deuten weitere Unterteilungen des inneren Raumes oder Einbauten an. Um die Mauerstruktur zu errichten, wurden vorher existierende Hütten zerstört, von denen Spuren vor dem südlichen Eingang zur Bastion, neben den kleinen Mauertürmen und innerhalb der „Versammlungshütte“ gefunden wurden. Der pentagonale Mauerzug ist nicht als Verteidigungsstruktur gebaut, sondern um den Zentralbau von der Ansiedlung zu trennen.

## Das Hüttendorf

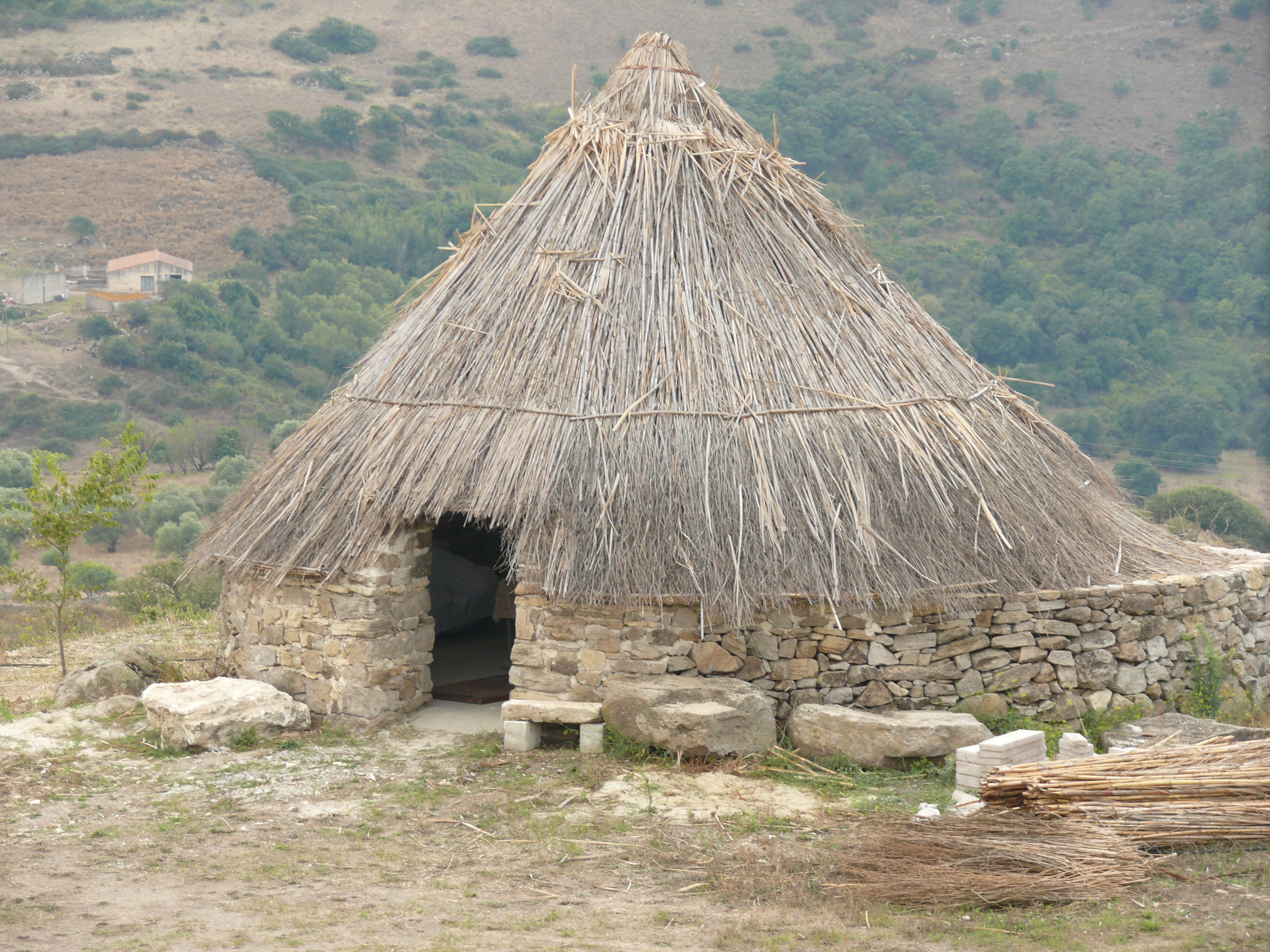
Pinetta der Hirten, die den Rundhütten der Nuragher entsprechen

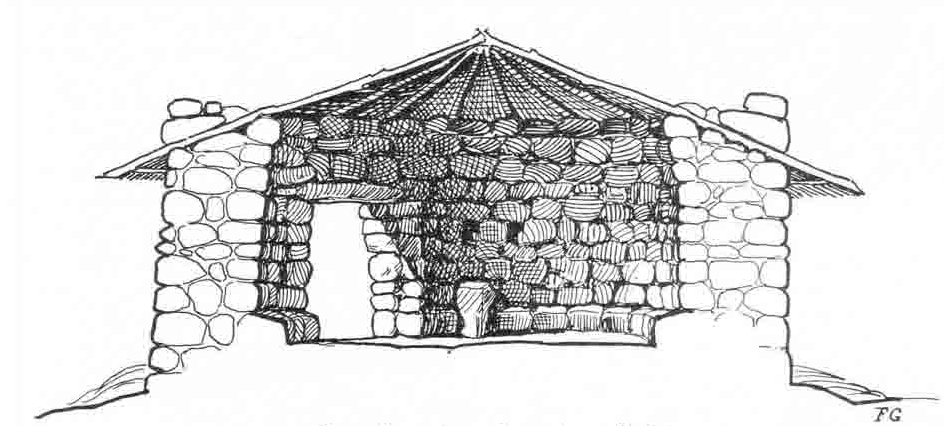
Rekonstruktion einer Rundhütte

Um das Mauerpentagon liegen insbesondere auf drei Seiten die Fundamente der zahlreichen Rundhütten des Dorfes. Das 7250 m² große Dorf, das innerhalb einer Umzäunung bewahrt wird, erstreckte sich im Westen und Süden sicher noch weiter. Ein Gigantengrab im Südosten des Dorfes gelegen, wurde später völlig zerstört. Die Ausgrabungen haben etwa 50 verschiedene Räume freigelegt, die als Arbeits-, Lager- und Wohnräume oder Ställe genutzt worden sind. Auf der Grundlage der Ausweitung des Dorfes ist die These aufgestellt worden, dass die Ansiedlung Palmavera 150–200 Hütten bestand, die abgesehen von einem Block mit viereckigen im südöstlichen Teil der Mauer, überwiegend runde Grundrisse hatten. Die Hütten zeigen keine besonderen architektonischen Dispositionen. Die Herde liegen an der Wand oder im Zentrum des Raumes. Der Fußboden wird manchmal durch hellen Estrich, öfter durch ein Fundament aus kleinen Steinen charakterisiert. Das Dach der Rundhütten wurde durch Pfosten und Zweige gebildet, so wie es noch heute bei den Pinnetas der sardinischen Hirten geschieht. Einige der kleineren Hütten hatten Kraggewölbe. Bei den rechteckigen Häusern kann ein Sattel- oder Pultdach angenommen werden.

## Die große Rundhütte
Die so genannte „Versammlungshütte“ (Capanna delle Riunioni), im südwestlichen Teil der Mauer ist bei weitem der größte Raum im gesamten Komplex, nicht nur im Vergleich mit den Hütten, sondern auch mit den Tholoi. Die Ausgrabung dieser Hütte offenbarte zahlreiche kulturelle Elemente, die ihre soziale Rolle bestätigten, auf die zuvor auf der Grund der großen Größe der Struktur angenommen worden war.
Die Ausgrabungen offenbarten eine große ovale Nische, eine umlaufende Bank, einen kleinen eckigen durch Platten begrenzten Raum, eine zentrale runde Basis mit einem konischen „heiligen Stein“ oder „heiligen Turm“, ein „Weihrauchfass“ und einen zylindrischen Hocker aus Sandstein. Außerdem wurde Töpferware, manche mit geometrischen Design, Bernsteinperlen, Bronzearmbändern und anderes gefunden. Unter dem reichlich gefundenen Material herrscht Töpferware in den Standardformen der nuragischen Produktion vor. Bezüglich der Vasendekoration, war die Entdeckung eines Knochenstempels (Pintadera) von Interesse, der verwendet wurde um konzentrische Kreise herzustellen Es gibt auch andere aus Ton gemachte Gegenstände: Hufeisenförmige Öfen; Öllampen in Form eines Löffels oder Bootes, sowie linsen- oder scheibenförmige und bikonische Webgewichte.
Die nicht besonders reichlichen Metallarbeiten aus Blei, Bronze oder Kupfer schließen Waffen (Bruchstücke von Schwertern, Dolchen), Werkzeuge (Äxte, Ahlen, Dorne, Meißel), dekorative Gegenstände (Armbänder, Fibeln, Nadeln, Ringe) ein. Ein Angelhaken dokumentiert, dass in Palmavera Meeresressourcen neben landwirtschaftlichen Erzeugnissen, der Jagd und der Viehhaltung wichtig waren.

## Datierung und Nutzung
Obwohl die Ausgrabungen weniger als ein Drittel des Komplexes betreffen, konnte man bereits drei Bauphasen erkennen.
- Phase I (15. – 10. Jahrhundert v. Chr.) wird charakterisiert durch den Bau des Zentralmonumentes und der erste Hütten.
- Phase II (9. Jahrhundert v. Chr.). Der alte Turm wurde umgebaut und verstärkt. Die Bastion die zweite Tholos und die Versammlungshütte wurden errichtet. Die Hütten dieser Phase wurden aus Sandstein gebaut und werden durch ihre Größe charakterisiert.
- Phase III (9. – 8. Jahrhundert v. Chr.). Während dieser Phase ist die Bastion umgebaut und eine Anzahl der Hütten wieder hergestellt worden. Das Fehlen von Materials aus der historischen Phase, sowohl in der „Versammlungshütte“ als auch in den anderen Hütten, scheint Taramellis These zu bestätigen, das die in der Nuraghe gefundenen punischen und römischen Artefakte einer sporadischen Nachnutzungsphase des Denkmals entstammen, das tatsächlich bereits länger aufgegeben war.

Der ausgeschilderte Komplex ist eingehegt und nur zeitlich beschränkt gegen Eintritt zu besuchen.
In der Nähe liegen die Domus de Janas von Anghelu Ruju und Scala Piccada.